# Talassio
Talasius, Thalasius, Talassus o Talassio era a un personaje a quien se nombraba durante el matrimonio, durante el momento previo a la entrada al lecho nupcial. Es probable que se refiera a un antiguo dios del matrimonio en la religión romana.

## Invocación a Talassio
Cuenta Tito Livio que era un grito de bodas. Parece que era un llamado previo al ingreso al lecho nupcial. Antes de ingresar se gritaba Talassio, como parte del ritual nupcial.
Aparece como si fuera dios o personificación del matrimonio en algunos versos fesceninos.
Su nombre es usado, en ocasiones, como sinónimo de matrimonio.

## Origen
El grito ya existía en tiempos de finales de la república romana. Tito Livio cuenta un que, en tiempos del primer rey de Roma, durante el rapto de las sabinas, los romanos reservaron a la más bella a un tal Talasio, Y como se la llevaban a Talasio, gritaban "A Talasio" mientras se la llevaban para que otro no la violentara.
Lo más probable es que este sea un mito que surgió para explicar ese rito nupcial.
Varrón considera que Talassio es sinónimo de quasillum, una especie de pequeña cesta. Esta cesta es usada en la textilería, actividad relacionada con la labor de la mujer romana. Lo más probable es que esta interpretación surgió como un intento de racionalizar el mito.
Es más probable que se refiera a un antiguo dios de la virilidad y fecundidad de origen sabino. Este sería identificado; posteriormente, con el dios griego Himeneo.